# Janne Saarinen
Janne Saarinen (Espoo, 28 februari 1977) is een voormalig profvoetballer (middenvelder) uit Finland, die onder meer voor HJK Helsinki uitkwam. Voordien speelde hij onder andere voor FC Honka, Rosenborg BK en TSV 1860 München.

## Clubcarrière
Met HJK Helsinki won hij driemaal de Beker van Finland (1993, 1996, 2000), met Rosenborg werd hij tweemaal landskampioen (2001, 2002) en met Kopenhagen werd hij landskampioen in 2005.

## Interlandcarrière
Saarinen speelde 42 wedstrijden voor de Finse nationale ploeg. Hij maakte zijn debuut op 16 augustus 2000 tegen Noorwegen (3-1). Hij viel in dat duel na 66 minuten in voor aanvaller Joonas Kolkka. In zijn tweede interland, op 2 september van datzelfde jaar, kreeg hij de rode kaart (twee keer geel) van de Nederlandse scheidsrechter René Temmink in de WK-kwalificatiewedstrijd tegen Albanië (2-1).

## Erelijst
HJK Helsinki
- Suomen Cup

1996, 2000
 Rosenborg BK
- Noors landskampioen

2001, 2002